# Piernicola Pedicini
Piernicola Pedicini (ur. 25 maja 1969 w Benewencie) – włoski polityk i fizyk, poseł do Parlamentu Europejskiego VIII i IX kadencji.

## Życiorys
Ukończył fizykę teoretyczną, następnie uzyskał specjalizację w zakresie fizyki medycznej na Uniwersytecie w Neapolu. Pracował na tej uczelni, zajmując się zagadnieniami fizyki wysokich energii. Później został badaczem w dziale medycyny nuklearnej regionalnego szpitala onkologicznego w Rionero in Vulture.
Zaangażował się w działalność polityczną w ramach Ruchu Pięciu Gwiazd. W wyborach w 2014 z listy tego ugrupowania uzyskał mandat eurodeputowanego. W 2019 z powodzeniem ubiegał się o reelekcję. W 2020 opuścił Ruch Pięciu Gwiazd.